# Simulium schoutedeni
Simulium schoutedeni är en tvåvingeart som beskrevs av Wanson 1947. Simulium schoutedeni ingår i släktet Simulium och familjen knott. Inga underarter finns listade i Catalogue of Life.